# Fukuoka SoftBank Hawks
Fukuoka SoftBank Hawks (jap. 福岡ソフトバンクホークス Fukuoka Sofutobanku Hōkusu) – japoński klub baseballowy z Fukuoki, występujący w zawodowej lidze Nippon Professional Baseball.
Klub powstał w 1938 roku pod nazwą Nankai. W późniejszym okresie kilkakrotnie zmieniał nazwę (Kinki Nippon 1944-1946, Kinki Great Ring 1946-1947, Nankai Hawks 1947-1988, Fukuoka Daiei Hawks 1989-2004). Od 2005 występuje jako Fukuoka SoftBank Hawks.

## Sukcesy
- Zwycięstwa w Japan Series (6):
1959, 1964, 1999, 2003, 2011, 2014
- Zwycięstwa w Pacific League (16):
1951–1953, 1955, 1959, 1961, 1964-1966, 1973, 1999-2000, 2003, 2010-2011, 2014
- Zwycięstwa w Japanese Baseball League (2):
1946, 1948